# Michael Carey (Offizier)

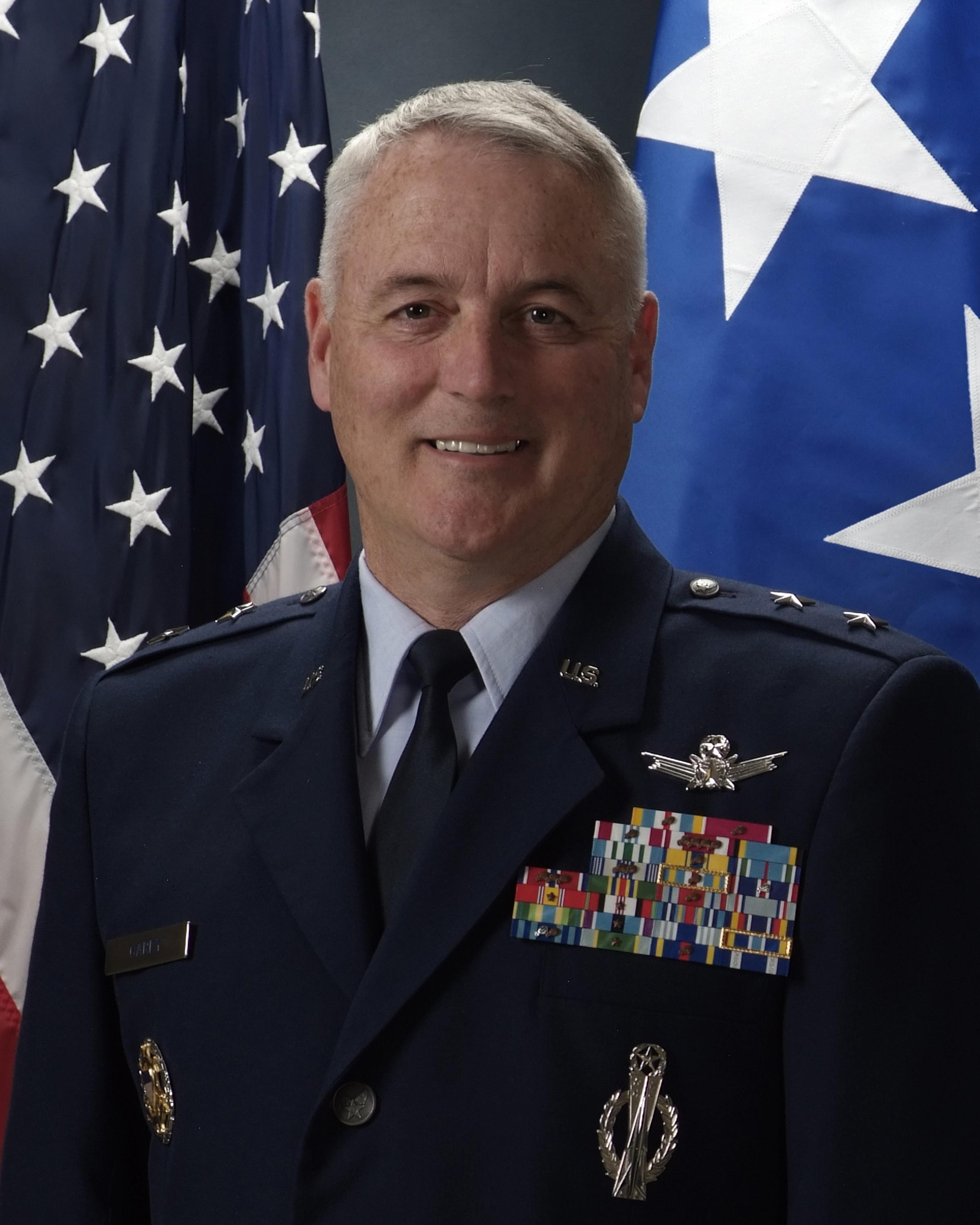
Michael J. Carey (2013)

Michael J. Carey (* 1960 in Arkansas) ist ein pensionierter Generalmajor der United States Air Force, der wegen Fehlverhaltens zum Brigadegeneral degradiert wurde. Er war unter anderem Kommandeur der 20. Luftflotte.
Im Jahr 1978 trat Carey als einfacher Soldat der Air Force bei. Über das ROTC-Programm der University of Central Florida gelangte er im Jahr 1983 in das Offizierskorps des United States Air Force. Dort durchlief er anschließend alle Offiziersränge vom Leutnant bis zum Zwei-Sterne-General.
Im Lauf seiner militärischen Karriere absolvierte er verschiedene Kurse und Schulungen. Dazu gehörten unter anderem die Squadron Officer School auf der Maxwell Air Force Base in Alabama; das Air Command and Staff College, ebenfalls auf der Maxwell AFB; das Armed Forces Staff College in Norfolk in Virginia; das Air War College über einen Fernkurs; das Naval War College in Newport in Rhode Island und das National Committee on U.S.-China Relations China Seminar. Im Jahr 2010 begann er an der Harvard University ein Studium der russischen Sprache. Außerdem erhielt er akademische Grade von der University of Oklahoma und der Syracuse University.
In seinen frühen Jahren als Offizier der Luftwaffe war er an verschiedenen Stützpunkten in den Vereinigten Staaten stationiert. Dabei war er als Satelliten- bzw. Stabsoffizier bei unterschiedlichen Einheiten tätig. Dazwischen absolvierte er die erwähnten Schulungen. Als Stabsoffizier war er unter anderem im Hauptquartier der Air Force und bei den Joint Chiefs of Staff tätig.
Zwischen Juni 1998 und Juni 2000 kommandierte er als Oberstleutnant auf der Francis E. Warren Air Force Base in Wyoming die 321. Raketenschwadron (321st Missile Squadron). Nach seinem anschließenden Studium am Naval War College wurde er im Juni 2001 auf die Peterson Air Force Base in Colorado versetzt. Dort leitete er bis zum Juni 2002 die Unterabteilung für Weltraumkontrolle (Chief, Space Control Division) im Hauptquartier des Air Force Space Commands.
Careys nächster Auftrag führte ihn auf die Schriever Space Force Base, ebenfalls in Colorado. Zwischen Juni 2002 und Juni 2004 kommandierte er dort die 595th Space Group. Anschließend war er bis Mai 2005 auf der gleichen AFB stellvertretender Kommandeur des 50. Raumgeschwaders (50th Space Wing). Es folgte eine Versetzung in den Nahen Osten, wo er bis zum März 2005 als Director of Space Forces dem Stab des dortigen gemeinsamen Luftoperationskommandos angehörte (Director of Space Forces, Combined Air Operations Center, Southwest Asia) angehörte.
Nach einem dreimonatigen Fortbildungskurs an der Syracuse University kehrte er im Juni 2005 auf die Francis E. Warren AFB zurück. Bis zum Juni 2007 kommandierte er dort das 90. Raumgeschwader (90th Space Wing). Daran schloss sich eine Versetzung zur Offutt Air Force Base in Nebraska an. Als Director, Current Operations gehörte er dort bis zum Februar 2008 der Stabsabteilung für Operationen des United States Strategic Commands (USSTRATCOM) an. Auch danach blieb er bis August 2010 im Stab des USSTRATCOMs, wo er das Amt des Deputy Director, Global Operations bekleidete. Zwischen Juni und August 2009 leitete er im Rahmen dieser Tätigkeit ein Außenteam des Commands (USSTRATCOM Forward Integration Team) in Kabul in Afghanistan.
Nach seiner Tätigkeit im Stab des United States Strategic Commands wurde Michael Carey zum Stab der Joint Chiefs of Staff in Washington, D.C. versetzt. Dort gehörte er zwischen August 2010 und Juni 2012 der Stabsabteilung für globale Operationen an. Im Juni 2012 übernahm Michael Carey als Nachfolger von C. Donald Alston auf der Francis E. Warren AFB das Kommando über die 20. Luftflotte. Gleichzeitig kommandierte er auch die ICBM-Task Force 214, die dem United States Strategic Command unterstand. Diese Aufgaben nahm er bis zum Oktober 2013 wahr, als Jack Weinstein seine Nachfolge antrat.
Dieser Amtswechsel erfolgte aufgrund eines Fehlverhaltens von Carey. Im Verlauf eines Arbeitsbesuchs in Russland fiel er unter anderem wegen Trunkenheit und anderer nicht dem Offizierskodex entsprechenden Vergehen negativ auf. Daraufhin wurde er seines Kommandos über die 20. Luftflotte enthoben. Es folgte eine Versetzung zum Stab des Air Force Space Commands. Am 10. April 2014 wurde er in den Ruhestand versetzt. Dabei wurde er um einen Dienstgrad zum Brigadegeneral degradiert.
Später gründete Michael Carey die Berater-Firma M. Carey Consultants, LLC. die in Traverse City in Michigan ansässig ist. Außerdem war er Mitbegründer der Firma ATLAS Space Operations, Inc.

## Daten der Beförderungen
| Abzeichen | Rang               | Jahr                                              |
| --------- | ------------------ | ------------------------------------------------- |
|           | Second Lieutenant  | 29. April 1983                                    |
|           | First Lieutenant   | 5. August 1985                                    |
|           | Captain            | 5. August 1987                                    |
|           | Major              | 11. November 1994                                 |
|           | Lieutenant Colonel | 1. Januar 1998                                    |
|           | Colonel            | 1. August 2002                                    |
|           | Brigadier General  | 14. November 2008                                 |
|           | Major General      | 2. November 2011, (im Juni 2014 wieder aberkannt) |

## Orden und Auszeichnungen
Michael Carey erhielt im Lauf seiner militärischen Laufbahn unter anderem folgende Auszeichnungen:
- Defense Superior Service Medal
- Legion of Merit
- Defense Meritorious Service Medal
- Meritorious Service Medal
- Aerial Achievement Medal
- Joint Service Commendation Medal
- Air Force Commendation Medal
- Air Force Achievement Medal
- Joint Service Achievement Medal
- Joint Meritorious Unit Award
- Combat Readiness Medal
- National Defense Service Medal
- Afghanistan Campaign Medal
- Humanitarian Service Medal
- NATO-Medaille